# جائزة إسبانيا الكبرى 2006
جائزة إسبانيا الكبرى 2006 (بالإنجليزية: 2006 Spanish Grand Prix)‏ هو سباق فورمولا 1 أقيم بتاريخ 14 مايو 2006 في حلبة دي كاتلونيا، برشلونة، إسبانيا. كان السادس من أصل 18 في بطولة العالم لسباقات الفورمولا واحد موسم 2006. حلّ الإسباني فرناندو ألونسو أولا بينما جاء الألماني مايكل شوماخر في المركز الثاني وحصل على المركز الثالث الإيطالي جانكارلو فيزيكيلا.